# Хамаудзу, Масаси
Маса́си Хамау́дзу (яп. 浜渦 正志, род. 20 сентября 1971, Мюнхен, Бавария) — японский игровой композитор, с 1996 по 2010 года работавший в компании Square Enix. Наиболее известен по созданию звукового ряда к играм Final Fantasy и SaGa. Родился в Германии в музыкальной семье, но ещё в детстве переехал в Японию. Музыкой стал интересоваться ещё в детском саду, уже тогда родители давали ему первые уроки игры на пианино.
В 1996 году Хамаудзу был принят в компанию Square (ныне Square Enix) на стажировку, и, спустя некоторое время, дебютировал в качестве композитора, написав музыку к игре Chocobo no Fushigina Dungeon. Во время работы его соавтором часто был композитор Дзюнъя Накано, с которым он подружился и впоследствии участвовал во многих проектах. Кроме того, Хамаудзу сотрудничал с аранжировщиком Рё Ямадзаки над некоторыми композициями SaGa Frontier 2.
После ухода в 2004 году из Square Enix Нобуо Уэмацу, Хамаудзу стал главным композитором компании, возглавив весь музыкальный штат. Принимал участие в ведущих проектах, в том числе и в многобюджетной Final Fantasy XIII. Помимо написания саундтреков, Хамаудзу работал над несколькими отдельными альбомами, например, в 2006 году он сыграл клавишные аранжировки для сборника Ясунори Мицуды Sailing to the World. Композитор сочиняет музыку в самых разных жанрах, но наиболее чётко в его творчестве прослеживаются классика и эмбиент.

## Биография

### Семья
Родился в Мюнхене. Мать Хамаудзу была учительницей фортепиано, а его отец, Акимори Хамаудзу, оперный певец. У Масаси развился интерес к музыке во время занятий в детском саду. Хамаудзу начал учиться игре на фортепиано и пению у своих родителей в очень раннем возрасте, а своё первое музыкальное произведение написал, когда учился в средней школе. После рождения его брата Хироси семья переехала в Осаку. Он поступил в Токийский национальный университет изящных искусств и музыки, где присоединился к студенческому ансамблю в качестве пианиста. Хамаудзу познакомился со своей женой Мацуэ Хамаудзу (урождённая Фукуси) в университете, и у них двое детей. Мацуэ работала вместе с Хамаудзу над саундтреком к Final Fantasy VII в качестве сопрано и Sigma Harmonics в качестве скэт-певицы. Она также была сопрано для партитуры к Final Fantasy VIII и ведущей вокалисткой в Final Fantasy XIII. Окончив университет, Масаси подумывал о том, чтобы стать классическим музыкантом, но в конце концов понял, что хочет вместо этого работать с игровой музыкой.

### Карьера
Будучи фанатом серии игр Final Fantasy, Хамаудзу решил устроиться на работу в Square. Нобуо Уэмацу был впечатлён его резюме и в 1996 году нанял Хамаудзу в качестве стажёра. Его дебют состоялся в 1996 году в игре Front Mission: Gun Hazard, над саундтреком для которой он работал совместно с Уэмацу, Ясунори Мицудой и Дзюнъей Накано. В том же году он создал четыре трека для другой игры с несколькими композиторами, Tobal No. 1. Первой игрой, музыку для которой Хамаудзу писал в одиночку, стала вышедшая в 1997 году Chocobo no Fushigina Dungeon. В Final Fantasy VII Хамаудзу был программистом синтезатора для исполнения «The Creation» Йозефа Гайдна и пел басом припев композиции «One-Winged Angel», который исполняло восемь человек.
В 1999 году Хамаудзу был назначен автором музыки для SaGa Frontier 2, заменив давнего композитора серии SaGa Кэндзи Ито. Некоторое время он приспосабливался к музыке Ито, но в конце концов понял, что хочет использовать свой собственный уникальный стиль. Проект познакомил его с программистом-синтезаторщиком Рё Ямадзаки, с которым он работал над большинством своих последующих саундтреков. В 2001 году Хамаудзу и Накано были выбраны для оказания помощи Уэмацу в создании музыки для получившей признание критиков Final Fantasy X, так как умели писать музыку в другом стиле.
В 2002 году Хамаудзу стал композитором игры Unlimited Saga, которая была воспринята критиками негативно из-за множества проблем с неймплеем. После ухода Уэмацу из Square Enix в 2004 году, он стал ведущим композитором музыкальной команды компании. В его композициях есть различные стили музыки, хотя чаще всего он использует в своих произведениях классические и эмбиентные тона. В 2005 году Хамаудзу, Накано и дуэт Wavelink Zeal (Такаюки и Юки Иваи) записали саундтрек к Musashi: Samurai Legend, продолжению игры 1998 года Brave Fencer Musashi. Хамаудзу написал саундтрек к долгожданному, но критически неудачному продолжению Final Fantasy VII, Dirge of Cerberus: Final Fantasy VII 2006 года. В том же году он сделал аранжировку к Sailing to the World Piano Score по просьбе Мицуды. Альбом был хорошо принят поклонниками и помог подтвердить позицию Хамаузду как ведущего фортепианного аранжировщика музыки для видеоигр.
В 2007 году Хамаузду выпустил сольный альбом Vielen Dank, запись которого происходила в Мюнхене. В альбом вошли одиннадцать фортепианных пьес, которые он сочинил для личного удовольствия. Два трека из альбома были исполнены на музыкальном концерте Symphonic Game 2007 в Лейпциге. На пресс-конференции во время E3 2006 года компания Square Enix заявила, что Хамаудзу вернется к серии Final Fantasy. Он покинул Square Enix 19 января 2010 года и основал свою собственную студию Monomusik, которую описал как личную студию, в которую не входили никакие другие композиторы. Несмотря на то, что Хамаудзу покинул Square Enix, он по-прежнему был нанят компанией для написания саундтреков к различным играм, включая Final Fantasy XIII-2, Lightning Returns: Final Fantasy XIII, World of Final Fantasy и Final Fantasy X/X-2 HD Remaster. В 2010-х годах Хамаудзу также написал музыку для таких игр, как Half-Minute Hero: The Second Coming, The Legend of Legacy и The Alliance Alive.

## Музыкальный стиль и влияние
Хамаудзу сочиняет музыку в самых разных стилях, часто используя несколько стилей в различных частях саундтрека. Он в основном создаёт классическую музыку и музыку в стиле эмбиент, и преимущественно использует как инструмент фортепиано. Он часто использует диссонанс для создания атмосферного эффекта. В Unlimited Saga, например, стиль его композиций смешивает классические марши, музыку танго, электронный эмбиент, инструментальные соло, босса-нову и джаз.
По его словам, наибольшее влияние на его музыку оказали Хироси Миягава и Рюити Сакамото из Yellow Magic Orchestra, композиторы-импрессионисты Морис Равель и Клод Дебюсси, а также его отец. В юности Хамаудзу любил слушать произведения Миягавы и Сакамото. Во время учёбы в университете он полюбил классическую музыку, особенно сочинения Равеля и Дебюсси.